# (9928) 1981 WE9
(9928) 1981 WE9 là một tiểu hành tinh vành đai chính. Nó quay quanh Mặt Trời mỗi 3.30 năm. Nó liên quan đến nhóm Flora.
Được phát hiện ngày 16 tháng 11 năm 1981 bởi Đài thiên văn Perth ở Bickley, tên chỉ định của nó là "1981 WE9".